# Juggalo Championship Wrestling
Juggalo Championship Wrestling (abreviado como JCW, e conhecido popularmente como Juggalo Championshit Wrestling) é uma promoção independente de wrestling profissional estadunidense. O evento foi fundado no ano de 1999 pelos rappers Shaggy 2 Dope e Violent J, membros da dupla Insane Clown Posse. A promoção ficou popular na América do Norte pelo uso de hardcore matches. A empresa tem como inspiração a antiga Extreme Championship Wrestling, Os jogos de vídeo game Backyard Wrestling: Don't Try This at Home e Backyard Wrestling 2: There Goes the Neighborhood apresenta vários wrestlers desta promoção.

## Atuais campeões
| Campeonato                   | Atual campeão(ões)                                    | Data da vitória        |
| ---------------------------- | ----------------------------------------------------- | ---------------------- |
| JCW Heavyweight Championship | Corporal Robinson                                     | 14 de Março de 2007    |
| JCW Tag Team Championship    | The Thomaselli Brothers (Brandon and Vito Thomaselli) | 20 de dezembro de 2008 |

## Filmografia
- JCW, Volume 1 (2000)
- JCW, Volume 2 (2001)
- JCW, Volume 3 (2003)
- JCW: SlamTV - Episodes 1 thru 9 (2007)
- JCW: SlamTV - Episodes 10 thru 15 featuring Bloodymania (2007)